# Massage
« Masseur » redirige ici. Pour l’article homophone, voir Ma sœur.

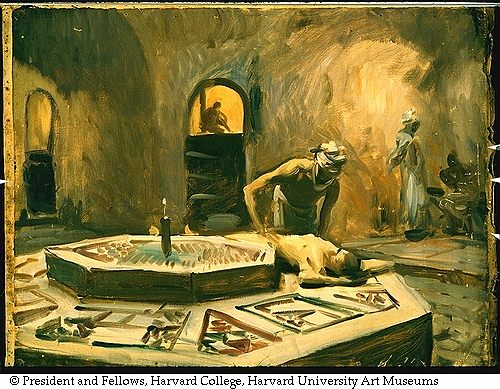
John Singer Sargent (1856-1925), Massage dans un hammam (1890-1891).

Le massage, ou la massothérapie, (de l'arabe mass signifiant « toucher, palper ») est l'application d'un ensemble de techniques manuelles qui visent le mieux-être des personnes grâce à l'exécution de mouvements des mains sur les différents tissus vivants.
Cette thérapie agit entre autres sur la peau, les muscles, les tendons et les ligaments (ces tissus sont appelés communément tissus mous) et vise à améliorer la santé (tant le bien-être physique que psychique).
La seule formation au massage reconnue en France par un diplôme d'État était celle de masso-kinésithérapie jusqu'en 2016 (loi de modernisation) et surtout en juin 2021 lorsque la Cour de Cassation a débouté l'ordre des masseurs kinésithérapeutes de leur demande de conserver le monopole de ce titre.. De nombreux autres organismes de formation proposent des formations en massage et toucher de bien-être, encadrés ou non par des fédérations de massages bien-être ; mais leur certificat de formation n'est pas reconnu par l'État comme diplôme, et ne donne en aucun cas le droit de pratiquer un massage de manière thérapeutique, ce droit étant exclusivement réservé aux masseurs-kinésithérapeutes. Dans les faits, de nombreux instituts proposent des massages.

## Évaluation des bienfaits
La recherche médicale évaluée par des pairs a montré que les avantages du massage comprennent soulagement de la douleur, une réduction des troubles d'anxiété et de dépression, et une réduction temporaire de la pression artérielle, du rythme cardiaque et de l'état d'anxiété. Des tests supplémentaires ont montré une augmentation immédiate et des périodes de récupération accélérées pour la performance musculaire. Les théories expliquant les bienfaits du massage comprennent une amélioration de la repousse et du remodelage des muscles squelettiques, bloquant la nociception. (théorie du gate control), activant le système nerveux parasympathique, ce qui peut stimuler la libération d'endorphines et de sérotonine, prévenant ainsi la fibrose ou cicatrisation, en augmentant le flux de lymphe et en améliorant le sommeil.
Le massage est empêché d'atteindre le gold standard de la recherche scientifique, qui comprend les placebo-contrôlés et les études randomisées en double aveugle,. Développer une thérapie manuelle "fictive" pour le massage serait difficile puisque même un massage par effleurement ne peut être supposé être complètement dépourvu d'effets sur le sujet. Il serait également difficile de trouver un sujet qui ne remarquerait pas qu'il reçoit moins de massage, et il serait impossible de rendre le thérapeute aveugle. Le massage peut utiliser des essais contrôlés randomisés, qui sont publiés dans des revus évaluées par des pairs. Ce type d'étude pourrait augmenter la crédibilité de la profession car il montre que les effets thérapeutiques présumés sont reproductibles.

### Effets d'une dose unique
- Soulagement de la douleur : Le soulagement de la douleur due aux blessures musculo-squelettiques et à d'autres causes est cité comme un avantage majeur du massage[10]. Une revue Cochrane de 2015 a conclu qu'il y a très peu de preuves que le massage est un traitement efficace pour les douleurs lombaires[11]. Une méta-analyse menée par des scientifiques de l'Université de l'Illinois à Urbana-Champaign n'a pas réussi à trouver une réduction statistiquement significative de la douleur immédiatement après le traitement[12]. De faibles preuves suggèrent que le massage peut améliorer la douleur à court terme chez les personnes souffrant de douleurs lombaires aiguës, subaiguës et chroniques[11].
- Anxiété d'état : Il a été démontré que le massage réduit l'anxiété d'état, une mesure transitoire de l'anxiété dans une situation donnée[12].
- Pression artérielle et fréquence cardiaque : Il a été démontré que le massage réduit temporairement la pression artérielle et la fréquence cardiaque[12].

### Effets à doses multiples
- Soulagement de la douleur : Le massage peut réduire la douleur ressentie dans les jours ou les semaines suivant le traitement[12],[13].
- Anxiété de trait : Il a été démontré que le massage réduit l'anxiété de trait ; la susceptibilité générale d'une personne à l'anxiété[12].
- Dépression : Il a été démontré que le massage réduit la dépression subclinique[12].

### Effets neuromusculaires
Il a été démontré que le massage réduit l'excitabilité neuromusculaire en mesurant les changements dans l'amplitude du réflexe d'Hoffman (réflexe H). Une diminution de l'amplitude du réflexe H de pic à pic suggère une diminution de l'excitabilité des motoneurones. D'autres expliquent que "le réflexe H est considéré comme l'analogue électrique du réflexe d'étirement... et la réduction" est due à une diminution de l'excitabilité du réflexe spinal. Field (2007) confirme que les effets inhibiteurs sont dus aux récepteurs tissulaires profonds et non aux récepteurs cutanés superficiels, car il n'y a pas eu de diminution du réflexe H lorsqu'on s'est intéressé au massage par pression légère du bout des doigts. Il a été noté que "les récepteurs activés pendant le massage sont spécifiques au muscle massé", car les autres muscles ne produisaient pas de diminution de l'amplitude du réflexe H.

## Différentes techniques
Le terme massage ou massothérapie englobe un ensemble de techniques qui, malgré leurs différences philosophiques et d'applications, partagent un certain nombre de principes et de méthodes ayant pour objectif de favoriser la détente (musculaire et nerveuse), la circulation sanguine et lymphatique, l'assimilation et la digestion des aliments, l'élimination des toxines, le fonctionnement des organes vitaux et l'éveil psycho-corporel.
Le massage provoque entre autres un échauffement du muscle et une activation de la circulation sanguine. Il peut être utilisé pour favoriser l'élimination de l'acide lactique produit par la fermentation anaérobie au cours des efforts prolongés (sport, travail). Il peut stimuler la lymphe, et donc favoriser un meilleur système immunitaire.
Le massage prend plusieurs formes et se divise en familles : corporelles avec huiles (ex. : thaïlandais, suédois, californien, Esalen), corporelles sans huiles et énergétiques (ex. : Amma et polarité). La massothérapie peut apporter un réel bien-être à toute personne. Il est généralement pratiqué sur une personne allongée sur une table ou au sol, mais certaines techniques se pratiquent en position assise. Le massage traditionnel du nourrisson, en Afrique notamment, lui fait prendre de nombreuses positions.
Une multitude de pratiques se sont développées en Occident. On peut les classifier en trois grands groupes :
1. les traditionalistes issus des pratiques traditionnelles antiques avec l'application des préceptes culturels spécifiques de chacun ;
2. les approches du New Age et leurs conceptions psycho-énergétiques du corps humain empreintes ou non de psychologie jungienne ;
3. les approches rationnelles et mécanistes du corps humain qui donnent la massokinésithérapie (thérapeutique) et la massorelaxation (relaxation manuelle pour le plaisir des tactophiles)[réf. nécessaire].

### Massages traditionnels

#### Massage balinais
Le massage balinais encore appelé « Pijat Bali » ou « Pijat » bénéficie de l'influence des différentes cultures présentes en Indonésie. Il résulte ainsi d'un mélange de techniques chinoises, indiennes, indonésiennes, et ayurvédiques. Il s'effectue en deux parties : l'une sans huile visant à détendre les tensions du corps (pressions appuyées, étirements, frictions), et l'autre avec huile constituant à proprement parler la partie « massage ». Il a pour but de travailler sur des points d'énergie afin de détendre les tensions musculaires, faire circuler le sang, drainer le corps et relaxer l'esprit. Massage très complet du corps entier, très efficace sur le dos, la nuque et les épaules, il n'existe pas qu'un seul massage balinais mais bien plusieurs comme toutes les techniques résultantes d'une tradition familiale et ancestrale orale, différent selon les praticiens, les villages, les familles.

#### Massage cachemirien
Massage dans la tradition shivaïte du Cachemire, encore appelé « massage kashmiri ». Techniquement, le massage est fondé sur la connaissance yogique du corps et l'expérience subtile des 108 marmas ou points énergétiques, semblables aux points d’acuponcture, et qui sont reliés par les mouvements du masseur. Les marmas sont des points énergétiques ou points clés, véritables ponts entre le corps et la conscience. Ils sont très palpables avec les mains. « Marma », mot sanscrit qui signifie « secret », « caché », est un lieu de jonction ou de rencontre des cinq principes organiques : ligaments, vaisseaux, muscles, os et articulations. Ces points sont les sièges de l'énergie vitale ou prana.
Le massage demande avant tout une présence. Pendant deux heures, dans une absence totale de distraction, d’intention, en faisant des mouvements continus et extrêmement lents, le masseur va couvrir la totalité du corps du massé. L’utilisation d’huile chaude de sésame est recommandée. Le masseur est assis en tailleur (jambes croisées), le massé est dans l’axe, ses jambes passent de part et d’autre du buste du masseur qui peut ainsi accéder à toutes les parties du corps sans se déplacer et sans perdre le contact. On commence par masser l'avant du corps, puis les deux côtés successivement avant de masser le dos. Le masseur par une technique simple fait basculer le corps du patient d’une position à l’autre. Le massage cachemirien vise à l’harmonie émotionnelle, corporelle et mentale.

#### Massage hawaïen
Le massage hawaïen vient des îles Hawaï en Polynésie. Cela peut être un massage de détente et de bien-être qui se fait directement sur la peau à l'aide d'une grande quantité d'huile de massage chaude. On masse tout le corps pour permettre à l’énergie de retrouver son « équilibre ».
Cela peut aussi être un massage thérapeutique.
Le massage hawaïen est en effet fait pour préparer le corps aux autres traitements traditionnels de santé hawaïens lomi-lomi qui sont :
- herbes médicinales, diète, jeûne, exercices ;
- bains de vapeur, diagnostic par palpation, ostéopathie ;
- manipulations chiropratiques, reboutement des os, replacement des fractures ;
- purification par l'ingestion d'eau salée ;
- lavements, bains de mer, héliothérapie, thermothérapie ;
- soins par la parole, pensée positive, prière, ho'oponopono — système traditionnel pour restaurer l'harmonie entre le patient et sa famille, ses relations, la nature, Dieu, pour résoudre les problèmes qui auraient pu causer la maladie — conseils.

Il existe un massage hawaïen prénatal, un massage durant l'accouchement, un massage postnatal, un massage pour le nouveau-né, un massage pour les enfants, etc. Le massage hawaïen était pratiqué initialement par les guérisseurs hawaïens. Le terme « Lomi Lomi » signifie « presser, malaxer, hacher ». Le massage hawaïen ou lomi-lomi ressemble beaucoup au massage californien de par les techniques employées ainsi que de par l'aspect spirituel, mise à part l'invocation-prière qui est faite avant le massage et la musique hawaïenne qui peut être diffusée pendant le massage.

#### Massage traditionnel thaïlandais, Nuad Bo'rarn

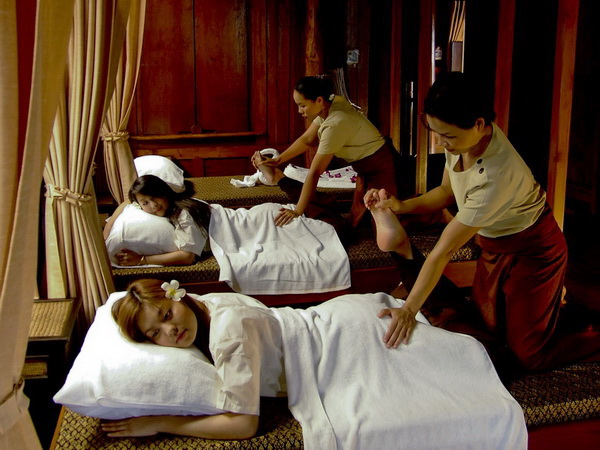
Massage traditionnel thaïlandais.

Cet art du toucher s'effectue sur un matelas à même le sol, et vêtu d'habits amples et confortables. Le praticien fait passer le client d'une posture de yoga à une autre, incorporant dans la pratique une combinaison traditionnelle de massage, d'acupression, de travail sur les canaux énergétiques (sen), et d'étirements passifs. Il est d'ailleurs souvent courant d'entendre dire en Thaïlande que le Nuad Borarn est le « yoga pour les paresseux ».
Les origines du massage thaï font l'objet de débats entre les spécialistes qui sont en désaccord sur les parts respectives de l'héritage indien, de l'influence chinoise et des pratiques populaires. Dans le dossier de candidature pour l'inscription du Nuad Thai sur la « liste représentative du patrimoine culturel immatériel de l’humanité », la Thaïlande le présente comme faisant partie de l’art, de la science et de la culture des soins thaïlandais traditionnels.
Selon la légende, les origines du massage traditionnel thaï remontent à plus de 2 500 ans. Le père fondateur du thaï massage, Jivaka Kumarbhaccha, était un yogi et médecin renommé dans la tradition de la médecine ayurvédique et qui traita, parmi d’autres, le Bouddha. Après la mort du Bouddha, les moines bouddhistes qui voyagèrent tôt en Asie du Sud-Est étaient accompagnés par des médecins ayurvédiques. Ces médecins pratiquèrent un art thérapeutique qui plus tard se développera en massage traditionnel thaïlandais. Le massage thaïlandais s’est développé notamment à proximité des temples bouddhistes. Cela donna naissance à une technique permettant aux gens engagés sur la voie spirituelle de partager les bienfaits de la méditation et de la compassion à travers le massage.
C’est un art thérapeutique respecté qui est aujourd’hui pratiqué dans les temples et les hôpitaux de Thaïlande. D'après le ministère thaïlandais de la santé publique, plus de 30% des hôpitaux publics (soit 3183 établissements) dispensent en 2011 des soins de massage et le nombre de leurs bénéficiaires a triplé entre 2009 et 2011 (de 313352 à 889225).

#### Watsu
Le watsu (ou water shiatsu) est une forme de travail corporel dérivée du shiatsu Masunaga (zen shiatsu), pratiquée sur une personne flottant à la surface d'un bassin d'eau peu profonde et chauffée à 35 °C. Le support de l'eau soulage le corps de la gravité et permet une mobilisation et des manœuvres en trois dimensions impossibles à réaliser sur la terre ferme. La chaleur enveloppe tout le corps et favorise une relaxation musculaire et une détente profonde.

#### Massage chinois
Le massage chinois est pratiqué en Chine depuis plus de 4 000 ans. Il est toujours pratiqué et enseigné dans les hôpitaux et universités de Chine. Il fait partie de la médecine traditionnelle chinoise (MTC) ; il est mal connu en Occident. Plus communément appelé An Mo / Tui Na ce massage dit « énergétique » rend possible une libre circulation de l'énergie vitale, le qi, dans tout le corps donnant santé et bien-être à celui qui le reçoit tout comme à celui qui le prodigue. Bien que plus ancien, un développement et une recherche d'approfondissement de la médecine traditionnelle chinoise (MTC) se sont développées[réf. souhaitée] sous le règne de l'empereur Qin Shi Huangdi (259 à 210 avant Jésus-Christ), c'est pourquoi les Occidentaux l'appellent également « massage taoïste ».

### Massages thérapeutique
On parle de massages thérapeutiques pour des massages reconnus par une instance sanitaire officielle (comme le Conseil national de l’ordre des masseurs-kinésithérapeutes ou le ministère de la santé en France) et/ou ayant une validation scientifique.

#### Drainage lymphatique manuel
Ce type de massage aide à stimuler la lymphe et est pratiqué par un masseur-kinésithérapeute.
Il est constitué de deux principales étapes : la première qui vise à « pomper » les zones richement vascularisées où sont situés des réseaux lymphatiques (ex. : creux poplité, creux de l'aisselle, trigone fémoral) puis la deuxième étape vise à chasser la lymphe par des manœuvres de pressions telles que le tampon-buvard (de la paume aux doigts) ou le déroulement des mains (de l'auriculaire au pouce), pratiqué du distal vers le proximal.
Comme elle circule juste sous la peau, à 80 % en superficie, et que ces vaisseaux sont très fragiles, les gestes seront extrêmement délicats. Ici, les doigts du praticien effectuent des mouvements de vagues afin de favoriser la contraction harmonieuse des unités musculaires situées dans les voies lymphatiques (les lymphangions ou « petits cœurs » des vaisseaux lymphatiques). Pour ce faire, il est nécessaire d'apprendre avec précision la situation des groupes ganglionnaires, le trajet qui suit le flux lymphatique, et bien ressentir le rythme et la pression à utiliser sur chaque zone du corps. Contrairement aux autres techniques de drainage, les mains restent en permanence en contact avec les tissus car les séances sont aussi des instants privilégiés pour accompagner le patient, être à l'écoute de ses rythmes organiques et énergétiques.
Utile pour toute personne fatiguée qui a besoin de stimuler son système immunitaire; utile aussi pour les personnes présentant des œdèmes lymphatiques, veineux dans une moindre mesure (mais la manipulation est légèrement différente : pas de pompage et le déplacement est lent et suit le réseau veineux) ou des personnes ayant les « jambes lourdes ».
Il existe deux grandes techniques de drainage lymphatique manuel :
- La technique Vodder a été mise au point par Emil Vodder dans les années 1930. Elle se base sur le principe que les variations de pressions apportées par l’application de pressions circulaires le long des vaisseaux lymphatiques permettent l’évacuation de la lymphe.
- La technique Leduc découle de la technique Vodder. Mise au point par le Belge Albert Leduc, la technique ajoute des manœuvres de drainage d’appel réalisées à distance de l’œdème, de même que des manœuvres de résorption réalisées sur l’œdème, en plus d’avoir recours à des appareils de pressothérapie.

#### Massage anma
L'objectif est de contribuer au bien-être de l'individu en éliminant les tensions qui s'installent dans le corps à la suite de mauvaises habitudes posturales ou à un état de stress permanent. L'efficacité du praticien réside dans sa capacité à être à l'écoute de son patient. Ses doigts soulagent les points de tension par des percussions, des pétrissages, des frictions... La technique à employer est dictée par les réactions du patient. Le type de massage est appelé anma par les Japonais.

##### Massage amma sur chaise

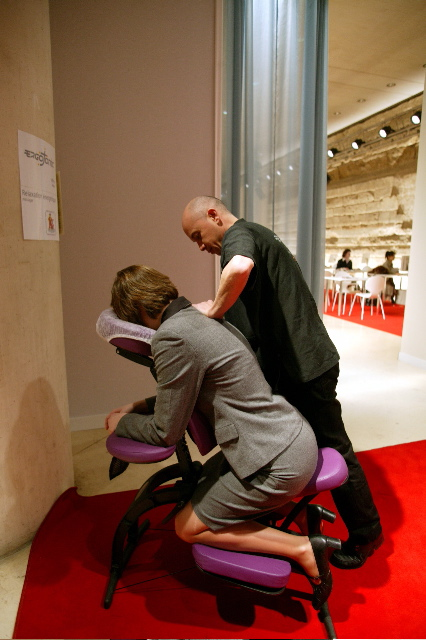
Massage amma.

Le massage amma sur chaise, ce massage vise à amoindrir sinon faire disparaître le stress accumulé en période de travail. Le massage sur chaise fut originellement développé par David Palmer, un Américain qui désirait un moyen facile de masser ses clients chez Apple. Il fut le premier à concevoir en 1983 un kata (enchaînement précis et codifié de manœuvres) efficace et puissant pour détendre le dos, les épaules, les bras, les mains, la tête et la nuque en 15 minutes. Le amma assis est donné à travers des vêtements, le receveur étant assis sur une chaise ergonomique.
Pratiqué en séances de quinze minutes, ce qui le rend accessible dans les entreprises, les cafés, ou les emplacements publics, le amma assis parfois aussi appelé « acupuncture sans aiguilles », parcourt l'ensemble des méridiens (canaux d'énergie) sur plus de 140 points spécifiques par différentes techniques de la main et du coude : balayages énergétiques, étirements, pressions et percussions. Les récepteurs sur la peau sont reliés à des nerfs qui vont directement vers l’hypothalamus, structure située dans le cerveau. Ce dernier grâce au massage va déclencher la production d’hormones du plaisir, comme l’ocytocine.

#### Massage abdominal
Le massage abdominal a pour but de détendre en massant l'abdomen, et surtout les intestins. Il s'agit de dégazer le tube digestif. Les douleurs abdominales et le stress voient ainsi disparaître une de leurs causes principales.

#### Massage suédois
Le massage suédois allie fermeté et douceur, son nom d'origine était la gymnastique suédoise et aujourd’hui il est connu en Suède comme le « massage classique ». Il a pour but de procurer une grande détente musculaire et de favoriser ainsi l'augmentation de l'amplitude de mouvement. Il est employé à des fins thérapeutiques en différents pays. Il provoque une circulation sanguine accrue dans le tissu musculaire, détend les tensions musculaires, permet de retrouver l'élasticité musculaire et tendineuse et produit de ce fait des bienfaits évidents. Cette technique utilise l'effleurage, le pétrissage, la friction, ainsi que des percussions à des endroits ciblés. Ce massage est le plus répandu à travers les salons de massage. La méthode a été élaborée par Pehr Henrik Ling.

##### Massage suédois cinétique MD
Le massage suédois cinétique (du grec, kinétikos qui signifie « mouvement ») est inspiré des mouvements du massage suédois traditionnel (effleurage, pétrissage, foulage, drainage, percussions). Les manœuvres de ce type de massage s'effectuent systématiquement d'un point d'insertion à un point d’origine musculaire, apportant ainsi une détente maximale du muscle. Cette technique a été mise au point par les fondateurs de l'institut de formation en massothérapie Kiné-Concept, en 1988.

#### Massage sportif

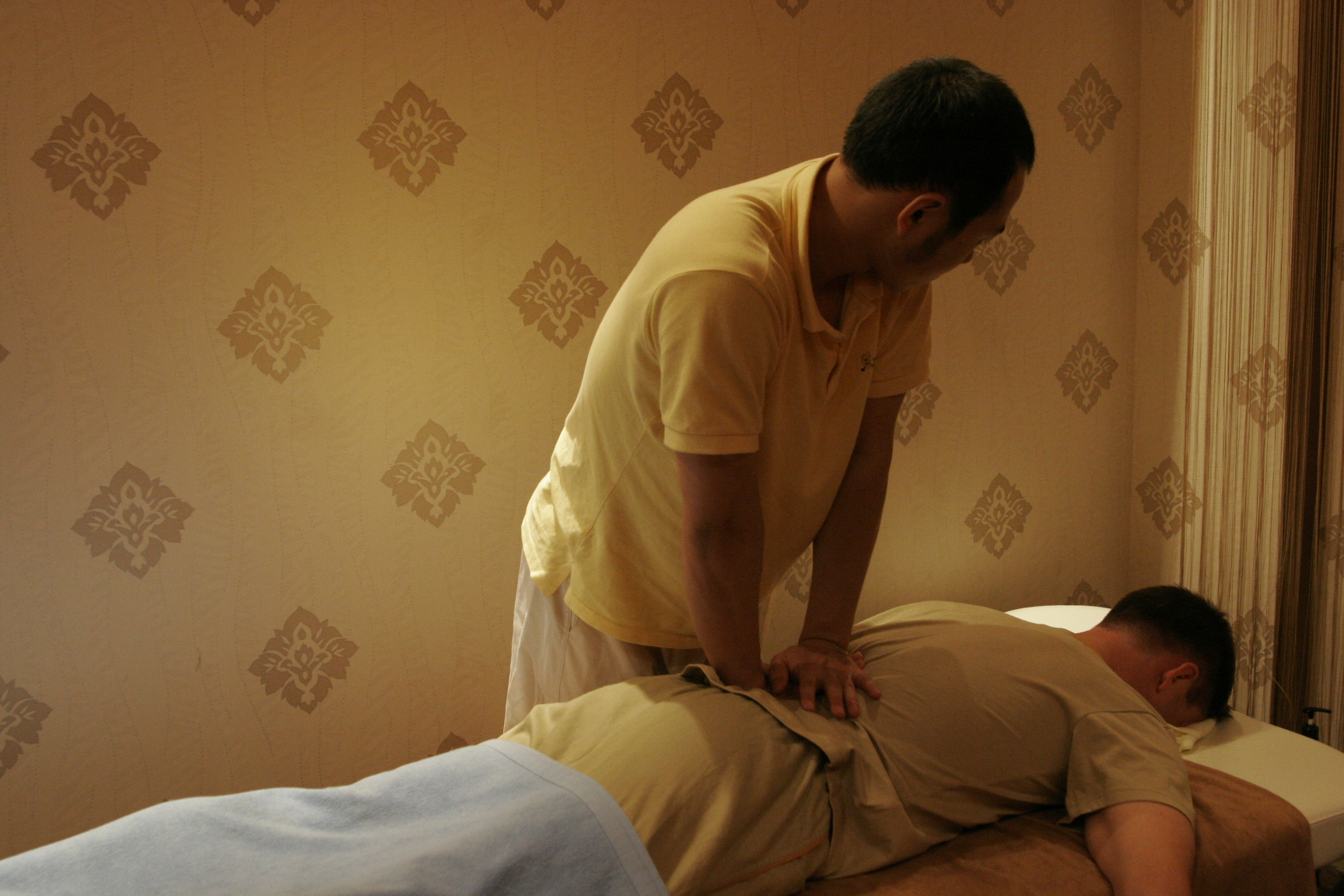
Massage sportif.

Il aide les athlètes à s'entraîner et à améliorer leurs performances en prévenant la douleur et les risques de blessures. Les massothérapeutes allient différentes manipulations classiques du massage suédois à la compression, l'acupression, la friction transversale des fibres, la mobilisation articulaire, l'hydrothérapie et la cryothérapie (massage utilisant un froid intense) pour répondre aux besoins des athlètes de haut niveau et des passionnés du conditionnement physique.

### Massage illusoires non traditionnel
Les techniques présentés dans cette partie ne disposent pas de validation scientifique, ne sont pas reconnues par des instances officielles comme ayant des vertus thérapeutiques et ne sont pas des méthodes traditionnellement appliquées dans des pays. Il repose sur différentes croyances. Quand des études scientifiques ont été faites ces techniques ont été prouvées comme inefficaces, voire pour certaines dangereuses. Ce caractère illusoire peut être reconnu  soit par une décision prononcée par une chambre disciplinaire soir par un ordre de thérapeute professionnel (à l'instar de l'Ordre des médecins ou de l'ordre de masseur-kinésithérapeutes).

#### Massage aux pierres ou aux galets chauds
La chaleur des pierres de basalte ou des galets utilisés lors d'un massage aux pierres chaudes permet d'offrir un contraste thermique sur le corps. Les pierres sont parfois enduites d’une huile de massage afin de favoriser la fluidité du geste et réduire le frottement. Les galets et pierres polies offrent plus de chaleur que ne peut le faire la main et contribuent ainsi à la vasodilatation des tissus. La température des pierres doit être comprise entre 38°C et 43°C.
La chaleur permet effectivement de détendre les muscles et les tensions naturelles du corps.
Les chorégraphies de gestes peuvent varier d'un massage à un autre selon les cultures et la dextérité des praticiens.

#### Massage californien et massage Esalen
Développé à l'Institut Esalen en Californie dans les années 1970, le massage californien fait partie de la famille des massages psycho-corporels permettant un travail sur soi comme un simple moment de détente. Il peut également être utilisé en parallèle de diverses pratiques afin de favoriser la détente, la récupération, la connexion à soi. Il permet d'harmoniser le corps et l'esprit. Les mouvements sont amples, englobants, à pression variable, permettant ainsi au receveur d'apprivoiser ce qu'il ressent, enveloppant, favorisant ainsi la détente et le bien-être. Cette technique de massage se pratique généralement avec de l'huile de massage, sur la globalité du corps.

#### Massage-danse
Cette dénomination désigne plusieurs facettes d'un même processus de bien-être dont les points communs sont :
- basé sur l'idée que nul ne connait mieux ses besoins que soi-même, l'accent est mis sur l'écoute des besoins à la fois de soi et de l'autre et l'interactivité active entre les participants qu'ils soient masseurs ou massés ;
- toutes les variations sont imaginables : allongé, assis, debout, avec ou sans huiles, huiles essentielles, nu ou habillé, etc.
- danse parce que l'aspect esthétique reste présent dans l'harmonie des gestes et le plaisir du mouvement. Comme dans toute danse, il est possible d'expérimenter par deux, trois ou plus, en changeant de partenaire ou pas, etc.
- une phase finale d'intégration parfaitement immobile. Il n'est pas rare que les participants soient amenés à s'endormir naturellement.

La version élémentaire consiste à provoquer des impulsions rythmiques sur le corps de la personne massée. Proche de la relaxation coréenne dans son principe, les impulsions sont toutefois beaucoup plus amples tout en restant assez rapides, sur un rythme de 150 -180 bpm.
Le corps entier est ainsi impulsé en agissant sur les membres et segments de membres, le corps lui-même y compris la tête avec cependant des précautions pour cette dernière.
Les mouvements produisent une saturation des récepteurs kinesthésiques et du système vestibulaire amenant à une détente et relaxation en profondeur.
La seule façon pour le masseur d'éviter un trop grand effort musculaire est de produire l'impulsion en utilisant tout son corps d'où le qualificatif de danse associé au nom de ce massage.
Une version plus poussée associe à l'impulsion de base une interactivité et une communication plus active et effective du massé par une communication non verbale et parfois verbale. C'est une technique de communication, de connaissance de soi et de découverte de l'autre.
Peuvent être mis en œuvre tous types de gestes courants des massages bien-être voir des massages thérapeutiques traditionnels ou modernes lorsque le masseur est habilité à les pratiquer : effleurements, impulsions, appuis plus ou moins profonds, palpés-roulés, stimulation des méridiens d'acupuncture, etc.

#### Holomassage ou massage holistique
Une nouvelle forme de technique de soin par le toucher a vu le jour depuis quelques années, par un thérapeute ayant synthétisé plusieurs méthodes orientales comme le massage bhoutanais, relaxations coréenne et thaïlandaise, réflexologie et Shiatsu, pour les mettre dans une forme plus adaptée à la culture occidentale. Il agit sur la globalité de l’être dans ses dimensions physique, psychique, physiologique, et énergétique d'où son nom « holomassage » (Holos signifiant « global » en grec). Les holomassages se pratiquent au sol avec des phases « sèches » (sans huile) et d’autres aux huiles essentielles pures et biologiques. Il induit des effets drainants comme l'élimination des toxines, une oxygénation, une bonne polarisation des cellules, une harmonisation énergétique, une diminution du stress et des tensions (d’où un meilleur métabolisme) ;et enfin une meilleure perception du schéma corporel, une aide précieuse à la restructuration de l’être, « réparation » des blessures du passé (traumatismes psychologiques ou physiques, agressions, viols, etc.) qui sont des freins à l’épanouissement.[réf. nécessaire]
Recevoir un holomassage est une démarche active pour laquelle les effets sont d’autant plus bénéfiques que le sujet s'implique dans l'« échange ». Il s'agit d'une méthode non directive où l’expert n’est pas le thérapeute mais la personne elle-même, dans le respect des limites et des libertés de chacun.

#### Massage points déclencheurs
Les points déclencheurs (trigger points en anglais) sont des points de tension à l’intérieur de tissu musculaire au niveau du sarcomère, qui se forment pour différentes raisons : effet secondaire de certains médicaments, accident, mauvaise posture, mouvements répétitifs ou stress. Ces points sensibles à la palpation peuvent entraîner la contracture du muscle tout entier et cela provoque de fortes douleurs. Les douleurs sont situées souvent à une certaine distance du point gâchette. Pour éliminer les points déclencheurs, on exerce une pression assez forte sur ces zones. Cette méthode est très efficace et peut aider à éliminer les douleurs articulaires, les tensions et les douleurs musculaires, et améliorer la capacité des mouvements. Les points déclencheurs furent un critère pour diagnostiquer la fibromyalgie après avoir vérifié et éliminé d’autres possibilités de maladies. En France la thérapie des points déclencheurs n’est, à ce jour pas remboursée par les caisses d’assurance maladie.

### Massage sensuel ou érotique
Le massage érotique est un outil de partage et d'échange riche de sensualité et peut être utilisé entre partenaires comme moyen de mieux connaître le corps de l'autre, stimuler la libido ou améliorer la capacité d'une personne à répondre aux stimuli sensoriels.

## Réglementations

### France
Le terme n'est défini au niveau législatif que pour fixer le cadre d'intervention des masseurs-kinésithérapeutes français (équivalent de l'association des massothérapeutes et des physiothérapeutes internationaux) par l'article R.4321-3 du code de la santé publique (CSP) : « On entend par massage toute manœuvre externe, réalisée sur les tissus, dans un but thérapeutique ou non, de façon manuelle ou par l'intermédiaire d'appareils autres que les appareils d'électrothérapie, avec ou sans l'aide de produits, qui comporte une mobilisation ou une stimulation méthodique, mécanique ou réflexe de ces tissus ». Ceci est à placer dans le contexte de l'article R.4321-1 qui le précède et place la kinésithérapie spécifiquement dans le cadre d'interventions rééducatives : « La masso-kinésithérapie consiste en des actes réalisés de façon manuelle ou instrumentale, notamment à des fins de rééducation, qui ont pour but de prévenir l'altération des capacités fonctionnelles, de concourir à leur maintien et, lorsqu'elles sont altérées, de les rétablir ou d'y suppléer. Ils sont adaptés à l'évolution des sciences et des techniques ».
La contradiction apparente entre le premier alinéa de l'article (où on différencie le massage de bien-être et le massage thérapeutique) et le troisième alinéa (qui rassemble ces deux objectifs sous la même définition), est due à ce que le premier alinéa vise spécifiquement la pratique de kinésithérapie, tandis que le deuxième alinéa est une définition générale du massage au-delà du cadre de la kinésithérapie. Aucune contradiction n'a été commise par le législateur dont la volonté est de réglementer la pratique du massage, quelle qu'en soit l'intention ou la finalité, par le code de la santé publique. Depuis 1946, les kinésithérapeutes diplômés ont eu l'exclusivité du massage professionnel, pour lequel ils sont requis de souscrire une assurance contre les éventuelles conséquences négatives de leur geste. Que ce soit dans un cadre thérapeutique ou non, on constate que les massages ne sont plus pratiqués seulement par des masseurs-kinésithérapeutes. Fait à noter, certains massages sont remboursés par les régimes d'assurance français[réf. nécessaire]. On[Qui ?] évalue le nombre de professionnels à plus de 60 000[réf. nécessaire].

#### Législation de 2011
En France, la formation des masseurs en vue de leur exercice professionnel passe obligatoirement par le diplôme d'État (DE) de masseur-kinésithérapeute (art. L4321-1 et L4321-2 du code de la santé publique) et, en conséquence, condition sine qua non pour contracter une assurance (celle-ci ne couvrant pas l'exercice illégal : art. 1108 et articles 1131 à 1133 du Code civil). La qualité d'une formation en massage validée par un diplôme (et non une simple certification) ainsi que la garantie d'un exercice couvert par une responsabilité civile professionnelle permettent d'assurer la sécurité sanitaire des bénéficiaires d'un massage, telle que l'impose le code de la santé publique. À cela se rajoute l'éthique du masseur-kinésithérapeute D.E. qui, pour exercer, a l'obligation de s'inscrire au tableau de l'Ordre (art. L4321-10 du CSP). À ce titre, il est soumis à un Code de Déontologie juridiquement opposable. Tout manquement à la déontologie est passible de sanctions disciplinaires suivant une procédure ordinale.
Le titre de masseur, accompagné ou non d'un qualificatif (masseur de détente, masseur de bien-être, etc.), est jusqu'à présent considéré par les tribunaux (et par les kinésithérapeutes) comme relevant de l'usage exclusif des masseurs-kinésithérapeutes. Toute usurpation du titre de masseur par une personne ne possédant pas soit le diplôme d'État de masseur-kinésithérapeute, soit un diplôme équivalent sous conditions, est passible d'une sanction d'un an d'emprisonnement et/ou de 15 000 euros d'amende,.
C’est pourquoi, dans les instituts de bien-être, le terme de modelage est souvent employé, plutôt que celui de massage.
Note : l'article 31 de l'ordonnance no 2008-507 du 30 mai 2008 modifie l’article L4323-5 du code de la santé publique et autorise l'usage du titre de « masseur » aux personnes ressortissantes d'un État membre de la Communauté européenne ou d'un autre État partie à l'accord sur l'Espace économique européen, qui sont établis et exercent légalement les activités de masseur-kinésithérapeute dans un État, membre ou partie, et qui souhaitent exécuter en France des actes professionnels, de manière temporaire et occasionnelle, après vérification des qualifications professionnelles par l'autorité compétente (l'Agence Régionale de Santé et le Conseil de l'Ordre des Masseurs-Kinésithérapeutes).
En conclusion, la législation dispose que le masseur-kinésithérapeute D.E. est en France :
- un professionnel du massage habilité à le pratiquer (art. L4321-1[38] et R4321-3[37] du CSP) ;
- un professionnel du massage légalement assuré pour sa pratique[43],[41] ;
- le seul professionnel du massage dont la formation est reconnue par un diplôme d'État[39] ;
- le seul professionnel du massage soumis à une déontologie opposable[42] ;
- enfin, le seul professionnel du massage pouvant faire usage du titre de "masseur"[43], l'usurpation de ce titre professionnel étant sanctionnée par le Code Pénal.

Certaines décisions de tribunaux ont montré que le massage bien-être et non thérapeutique :
- peut être pratiqué par un professionnel non obligatoirement masseur diplômé d'État, inscrit au registre du commerce
- devant se limiter à des massages uniquement non thérapeutiques.

La législation disposant que le modelage est en France :
- un acte relevant de la compétence des esthéticiennes ;
- ne doit pas être pratiqué dans un but thérapeutique ;
- s'apparente à du massage bien-être et d'application superficielle uniquement.

#### Évolution de la réglementation
Une polémique remontant à plusieurs décennies et amplifiée depuis environ une dizaine d'années, oppose l'ordre national des masseurs-kinésithérapeutes diplômés d'État, aux praticiens issus d'autres formations. Certains considèrent qu'aucune disposition réglementaire ou législative ne confère aux masseurs-kinésithérapeutes un monopole sur les actes de massage, seule étant protégée la pratique du massage médical destiné à prévenir l’altération des capacités fonctionnelles, à concourir à leur maintien, à les rétablir ou à y suppléer, comme est stipulé dans l’ordonnance de référé du 7 juillet 2005 (TGI de Niort, affaire AFIK 79C / Jean-Marc Perrier, et de nombreux autres jugements). Dans l'application, la législation manque de clarté et est sujette à interprétations différentes selon la façon dont elle est présentée. Pour exemple et rappel, le procès emblématique de ce sujet est celui intenté à Joël Savatofski (masseur-kinésithérapeute diplômé d'État de formation initiale) par la Fédération française des masseurs-kinésithérapeutes et le Syndicat des masseurs-kinésithérapeutes de Côte-d'Or. Joël Savatofski a gagné en première instance, puis en appel, ensuite en cassation, et dans un procès subséquent où la FFMK et ce Syndicat ont été condamnés pour dénonciation calomnieuse de l'intéressé. De nombreux autres procès, gagnés par les tenants de la Fédération française des massages de bien-être contre l’Ordre des kinésithérapeutes, montrent cette même évolution des décisions de justice.
Le massage est un champ d’activité en pleine évolution, l’intérêt croissant porté à la santé va de pair avec l’apparition d’une quête de mieux-être dans de nombreux secteurs. Ces décisions, reflet des pratiques sociales et professionnelles en France, évoluent favorablement vers la prise en compte et la reconnaissance de nouvelles pratiques professionnelles. Elles tendent ainsi à rapprocher la France de la position déjà acquise par le massage dans la plupart des pays occidentaux. Les jugements susmentionnés donnent raison aux praticiens dits « de bien-être » dès lors que ces derniers ne mentionnent aucun caractère médical. Le massage à but non thérapeutique (massage de détente) n'est plus de la seule compétence des masseurs-kinésithérapeutes.

#### Massage bien-être
Un praticien en massage bien-être est un professionnel du massage réalisant des massages de détente, non thérapeutiques.
En général, les praticiens en massage bien-être ont suivi une formation au massage type bien-être dans un institut, une école de massage ou par le biais d'un référent de type maître de stage.
Les praticiens en massage bien-être exercent en cabinet libéral ou en institut de type spa. Ils exercent ainsi en tant que profession libérale non réglementée ou en tant que salarié.
Le développement du métier de praticien en massage bien-être a longtemps été combattu par les masseurs-kinésithérapeutes, qui prétendaient au monopole du terme massage. La jurisprudence récente a permis de clarifier cette discussion sémantique, en différenciant les massages thérapeutiques (réservés aux masseurs-kinésithérapeutes) et les massages de bien-être, dont l'exercice est libre. Afin d'éviter toute ambigüité sur le champ d'action de son activité, le praticien en massage bien-être indique souvent que les massages proposés n'ont pas un but thérapeutique. Il est à noter que les esthéticiennes qui ont le monopole du terme modelage (modelage = terme désignant le fait de faire des massages sans employer le terme massage qui avant été réservé au seul kinésithérapeute) peuvent également employer le terme massage dorénavant (depuis les différentes jurisprudences) pour réaliser des massages bien-être.
À la suite des clarifications jurisprudentielles, le nombre d'organismes de formation proposant des formations en massage bien-être a fortement augmenté. Cette augmentation a généré un accroissement sensible du nombre de praticiens en massage bien-être, ainsi que de la qualité de leur formation.

### Canada
Le domaine de la santé relève de la compétence des Provinces, et les législations peuvent donc varier.
Selon l'Ordre des Massothérapeutes de l'Ontario : la pratique du massage suppose une relation thérapeutique intégrale par laquelle le thérapeute aide son patient à rétablir, conserver et améliorer son bien-être. « L'exercice de la massothérapie consiste dans l'évaluation des tissus mous et des articulations du corps, et dans le traitement et la prévention des dysfonctions physiques et des douleurs des tissus mous et des articulations au moyen de manipulations pour développer, maintenir, restaurer ou accroître la fonction physique, ou pour soulager la douleur. »[réf. nécessaire]
Au Canada, seulement cinq des dix provinces ont une règlementation au niveau provincial : la Colombie Britannique, l'Ontario, le Nouveau Brunswick, l'ile du prince édouard et Terre-Neuve-et-Labrador. Dans les autres provinces, il existe différentes associations regroupant les massothérapeutes, chacun avec leurs critères d'adhésion, leurs écoles reconnues, leur code de déontologie, leurs inspections professionnelles et autres encadrements.
Au Québec, on retrouve plus de vingt associations qui regroupent les massothérapeutes, dont l'Association professionnelle des massothérapeutes spécialisés du Québec, Mon Réseau Plus (qui a proposé en 2013 à l'Office des professions du Québec que l'encadrement de la profession soit chapeauté par l'organisme de certification des compétences Massothérapie Québec et l'Alliance Québécoise des Thérapeutes Naturels (AQTN) qui a publié une compilation d'études littéraires compréhensive pour l'Office des professions du Québec qui ne contradicte aucunement les autres initiatives d'encadrement. Pour sa part, la Fédération québécoise des massothérapeutes (FQM) exige que la massothérapie soit reconnue de niveau thérapeutique et relève du secteur de la santé. Elle croit fermement et milite pour la création d’un ordre professionnel. Elle souhaite que la massothérapie soit reconnue comme c'est le cas dans plusieurs autres provinces canadiennes. Elle estime que l'autorégulation dans un système privé n'est pas suffisante pour garantir des soins de qualité et sécuritaires pour la population québécoise.